# Offscreen
Offscreen est le principal festival belge consacré au cinéma bis.

## Histoire
Le festival est organisé depuis 2008 par l'association Marcel et le Cinéma Nova, où il se déroule principalement comme au Musée du cinéma de Bruxelles, et pour des événements au Palais des beaux-arts de Bruxelles et au Cinéma RITCS.
Des cinéastes comme Alex Cox, Bruce Bickford, Roberta Findlay, Jess Franco, Monte Hellman, Radley Metzger, Phil Mulloy, John Waters, Jeff Lieberman ou encore Tobe Hooper y ont été invités. Offscreen fait suite à la section Le 7e parallèle que le Festival international du film fantastique de Bruxelles a organisé pendant plusieurs années avec le Nova.